# Suchoi Su-22
Die Suchoi Su-22 (russisch Сухой Су-22, NATO-Codename Fitter) ist ein in der Sowjetunion auf Basis der Suchoi Su-17 entwickelter Jagdbomber.

## Beschreibung

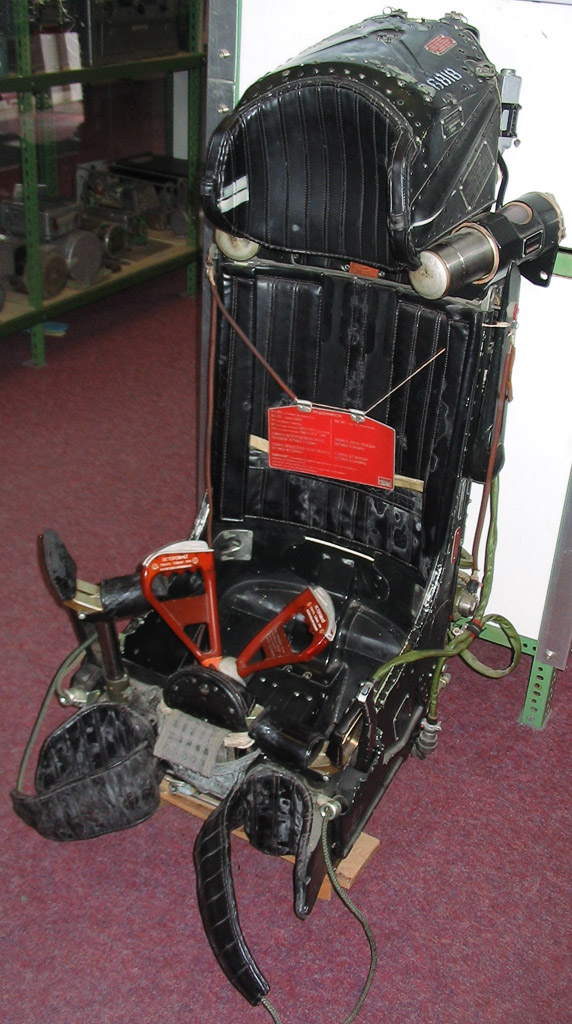
Schleudersitz Typ K-36DM

Luftbildkamera AFA 39; verwendet bei der Su-22M-4 (NVA) im (Komplexaufklärungscontainer KKR-1T)

Bei ihr handelt es sich um eine verbesserte Version der Su-17, die erstmals 1966 als Serienmodell in Dienst gestellt wurde. Die Su-22 war als direkter Nachfolger der Su-20 und damit vor allem als Exportflugzeug vorgesehen, fand aber auch Verwendung bei den Luftstreitkräften der Sowjetunion.
Die Su-22 ist vor allem für den Flug mit hoher Geschwindigkeit in Bodennähe ausgelegt. Zur Bekämpfung anderer Flugzeuge ist sie, wie die meisten Jagdbomber, nur begrenzt geeignet, da sie an Stelle eines Radars zur Erfassung von Luftzielen ein Laserentfernungs- und -zielbeleuchtungssystem (Klen-54) für Bodenziele im Bug besitzt. Weitere Verbesserungen umfassten die Ortung-, Steuerungs- und Zielerfassungselektronik. Darüber hinaus wurde die Su-22 mit Systemen zur Störung feindlicher Zielerfassung und Ortung ausgerüstet. Optional ist der Einbau einer erweiterten Sensorausrüstung für Aufklärungsoperationen möglich.

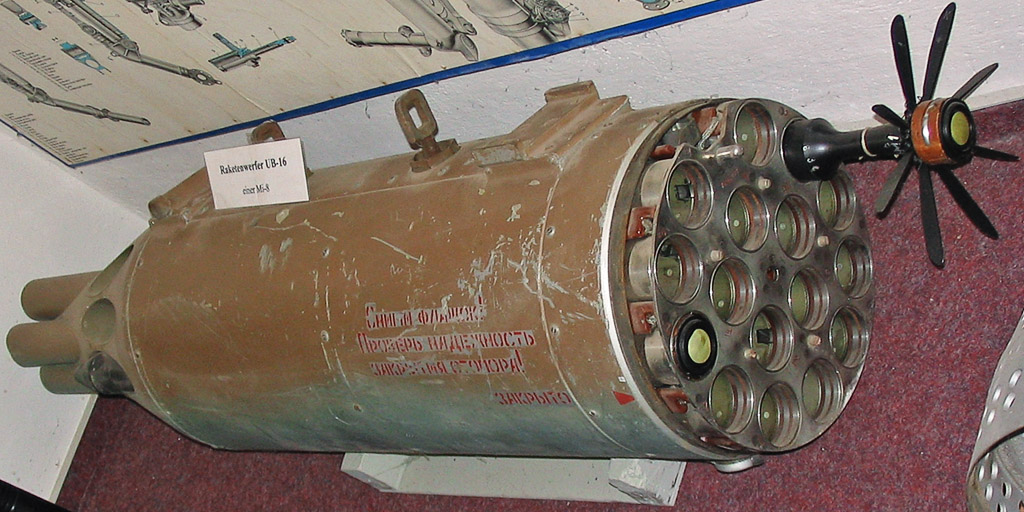
Rohrstartbehälter UB-16

Die Bewaffnung umfasst acht bis zehn Waffenträger für eine sehr breite Palette an Waffensystemen. Unter dem Rumpf können zwei oder vier Waffenträger, je nach gewünschter Waffenvariante, befestigt werden. Zwei Maschinenkanonen NR-30 mit je 80 Schuss, eingebaut in der linken bzw. rechten Tragflügelwurzel, gehören zur Standardausrüstung. Zwei der sechs Waffenträger unter den Tragflächen können mit je einem zusätzlichen Kanonencontainer bestückt werden. Dieser Kanonencontainer SPPU-22-01 (Kampfsatz: 260 Schuss) mit einer vertikal bis zu 30° nach unten beweglichen Kanone GSch-23L kann auch unter dem Rumpf entgegen der Flugrichtung montiert werden. Dadurch ist es möglich, bereits überflogene Boden- oder Seeziele während des Abfluges zu bekämpfen.
Die Su-22 weist gegenüber der Su-17 eine merklich veränderte Rumpfkontur mit einer geglätteten Pilotenkanzel, einem typischen „Buckel“ und einer Einlassöffnung für Kühlluft auf dem Rücken (bei der Su-22M-4), einer Bauchplanke unter dem hinteren Teil des Rumpfes und vier statt zwei Grenzschichtzäunen auf den Tragflächen auf. 
Die anderen Su-22-Varianten erhielten die NATO-Codenamen Fitter-G (ein Gegenstück zur Fitter-F für den Export, jedoch mit R-29B-Triebwerk); Fitter-J (sehr ähnlich zur Fitter-H, aber mit Tumanski-Triebwerk, steilerer Heckflosse und Atoll-AAM-Fähigkeit) sowie Fitter-K (die Su-22M-4 der sowjetischen Luftstreitkräfte und ähnliche Exportmodelle). Als eine der anpassungsfähigsten sowjetischen Konstruktionen der Gegenwart stehen davon über 1000 Exemplare im Dienst.
Einsatzländer waren unter anderem Ägypten, Afghanistan, Algerien, Angola, BRD, DDR, Irak, Iran, Jemen, Libyen, Peru, Polen, Syrien, Tschechoslowakei und Vietnam.

## Varianten
| Variante   | interne Bezeichnung | NATO-Codename | Anmerkung |
| ---------- | ------------------- | ------------- | --- |
| Su-22M-2D  | S-32M-2             | Fitter-D      | Dopplerradar in Verkleidung unter dem Lufteinlauf, Rumpfspitze um 3° abgesenkt und um 38 cm verlängert, Tumanski-R-29BS-300-Triebwerk |
| Su-22M-2K  | S-32M-2K            | Fitter-F      | auf der Su-17M-2D basierende Exportvariante |
| Su-22UM-2K | U-32M-2K            | Fitter-E      | auf der Su-17M-2 basierende zweisitzige Schulmaschine, fehlende Backbordkanone, kein Dopplerradar, voll kampffähig |
| Su-22M-3   | S-52                | Fitter-H      | Neukonstruktion, Dopplerradar im Eintrittskonus untergebracht, größeres Seitenleitwerk, Swesda-Schleudersitz K-36M, abnehmbare Kielflosse am Unterrumpf, zusätzliche Startschienen für Luft-Luft-Flugkörper, Düppel-/Leuchtkörperwerfer ASO-2 auf dem Rumpfrücken, Tumanski-R-29BS-300-Triebwerk                                                                   |
| Su-22UM-3K | S-53                | Fitter-G      | zweisitzige Schulungsversion der Fitter-H, Periskop für den Fluglehrer im hinteren Cockpit, Tumanski R-29BS-300 |
| Su-22M-4   | S-54                | Fitter-K      | für Hochgeschwindigkeitstiefflug konzipierte Variante, starrer Eintrittskonus, Laserentfernungsmesser/-zielmarkierer Klen-54, Mehrzweckeinsatzrechner CVM-20-22, Navigationssystem PrNK-54 mit RSDN, taktisches Flugnavigationssystem A-312, KDS-Täuschkörper SPP156, Düppel-/Leuchtkörperwerfer ASO-2, Radarwarnempfänger SPO-15LE Sirena-3, Schleudersitz K-36DM |

## Verwendung
Als Mitgliedsstaat der Warschauer Vertragsorganisation erhielt auch die Nationale Volksarmee der DDR Flugzeuge des Typs Su-22M-4 und Su-22UM-3K (Trainerversion), die später in den Bestand der Bundeswehr gelangten. Es gab zwei Geschwader am Standort Laage; das Jagdbombenfliegergeschwader 77 „Gebhard Leberecht von Blücher“ und das Marinefliegergeschwader 28 „Paul Wieczorek“. In jedem Geschwader waren 24 Su-22M-4 und vier Su-22UM-3K stationiert. Bei Testflügen durch die Wehrtechnische Dienststelle 61 wurden die Eigenschaften der Maschine ermittelt. Dabei wurden vor allem die Defensivsysteme und die Robustheit des Flugzeuges gelobt, während beispielsweise die Hydraulikanlage als zu schwach eingeschätzt wurde.
Der Irak setzte seine Su-22 im Krieg gegen die Islamische Republik Iran ein, wobei einige verloren gingen. Weitere irakische Su-22 wurden im Zweiten Golfkrieg zerstört. Einige flogen nach Iran und wurden  nicht zurückgegeben.
Im Jahr 1981 wurden während des US-amerikanischen Manövers „Freedom of Navigation“ in der Großen Syrte zwei libysche Su-22 von F-14 des Flugzeugträgers Nimitz abgeschossen.
Am 2. Juli 2016 stürzte eine syrische Su-22 während des Bürgerkrieges in Syrien in der Region von Qalamun ab. Die Miliz Dschaisch al-Islam gab an, die Maschine abgeschossen zu haben, die syrische Regierung ging von einem technischen Defekt aus. Der Pilot konnte sich zunächst retten, wurde aber von Rebellen gefangen und später von ihnen getötet.
Am 18. Juni 2017 schoss eine amerikanische Boeing F/A-18E Super Hornet eine syrische Su-22 über der syrischen Provinz Rakka ab, die zuvor laut US-Verteidigungsministerium in der Nähe militärisch aktiver verbündeter Kräfte (Demokratischen Kräfte Syriens) Bombardements durchgeführt habe. Die syrische Regierung gab an, dass IS-Kräfte bekämpft worden seien.
Am 14. August 2019 meldeten Aufständische und oppositionsnahe Medien den Abschuss einer Su-22 der syrischen Luftwaffe über Chan Schaichun im Norden Syriens.

## Nutzer

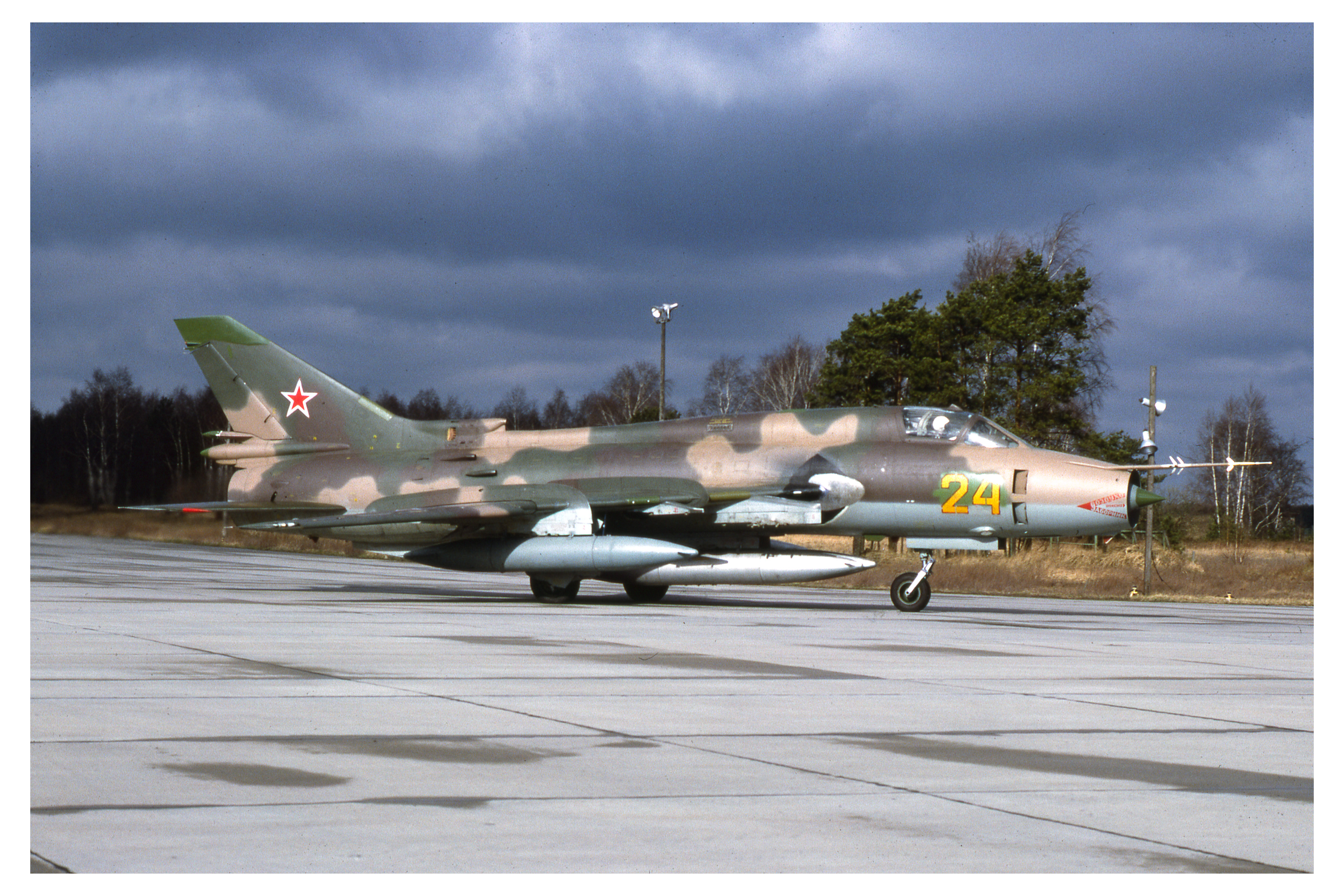
Eine sowjetische Su-22 in der DDR 1989

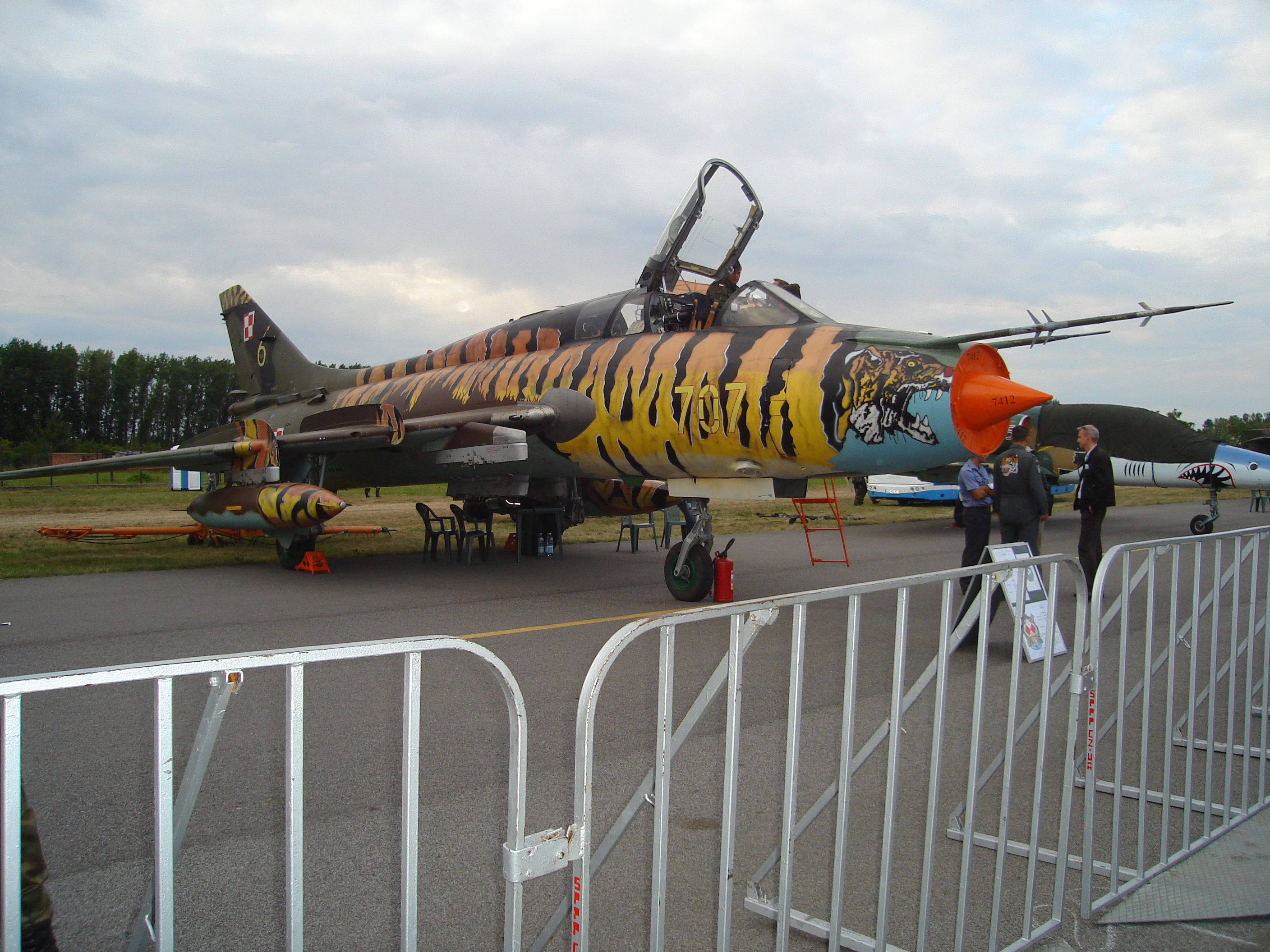
Eine polnische Su-22UM-3K mit Tigerbemalung

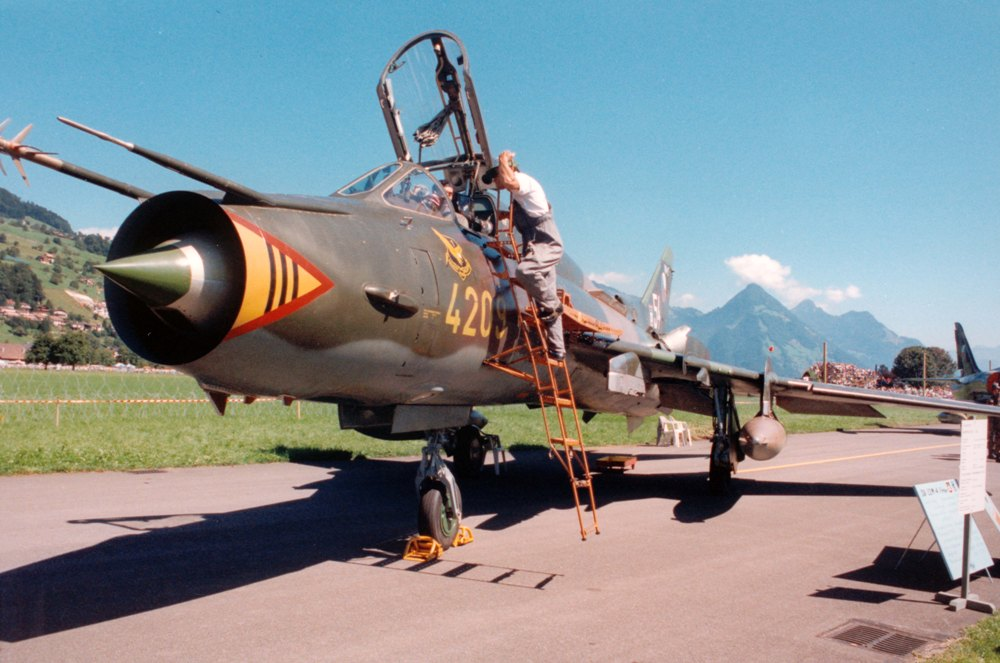
Tschechische Su-22

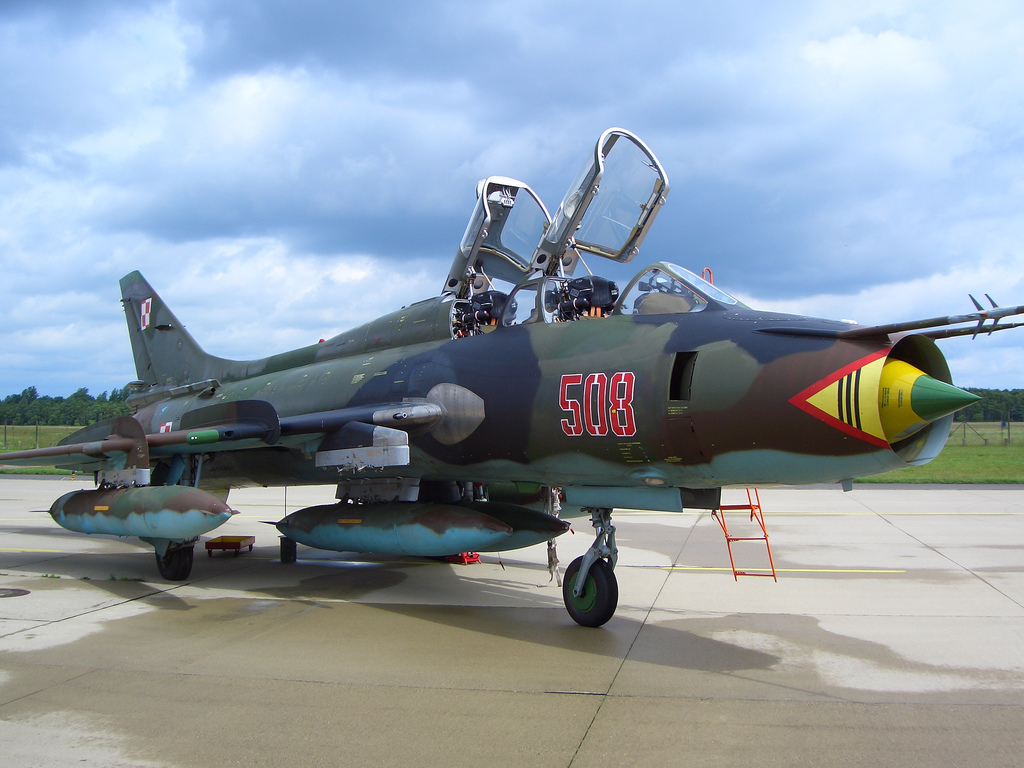
Zweisitzige Schulversion Su-22UM-3K

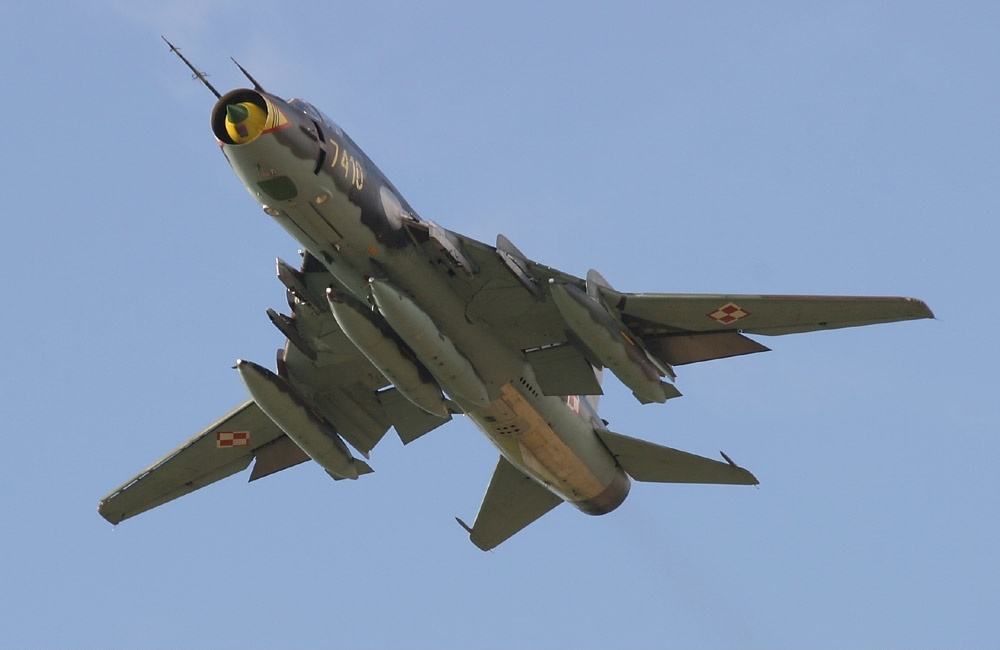
Polnische Su-22M-4

Afghanistan
 Algerien
 Angola
 Aserbaidschan
 Bulgarien
 Deutsche Demokratische Republik
Luftstreitkräfte der NVA
Volksmarine
insgesamt 56 Stück von 1984 bis 1987 geliefert (48 Su-22M-4K, 8 Su-22UM-3K, 2 Verluste)
 Deutschland5 Su-22M-4K und 2 Su-22UM-3K wurden von der Luftwaffe zum Testen und Evaluieren übernommen
 Irak
 Iran
 Jemen
 Kasachstan
 Libyen
 Peru
 Polen
insgesamt 110 Stück von 1984–1988 geliefert (83 Su-22M-4K, 20 Su-22UM-3K, 7 Su-22M-4R). Letzter europäischer Nutzer. Von 2014 bis 2016 wurden zwölf Su-22M-4 und sechs Su-22UM-3K modernisiert, um die Flotte bis 2025 betreiben zu können.  Im Februar 2015 wurde die erste Su-22M-4 übergeben. Während der Einsatzzeit gingen 14 Su-22 verloren; acht Piloten verloren dabei ihr Leben.
 RusslandLuftstreitkräfte
Marineflieger
 Slowakei
 Syrien
 Tschechien
 Turkmenistan
 Ukraine
 Ungarn
 SowjetunionLuftstreitkräfte (bis zur Teilung)
 Usbekistan
 Vietnam
 Belarus

## Technische Daten

Dreiseitenriss der Su-22M-4

| Kenngröße             | Suchoi Su-22 (Fitter-F)                | Suchoi Su-22M-4 (Fitter-K)                                 | Suchoi Su-22UM-3K (Fitter-G)                                   |
| --------------------- | -------------------------------------- | ---------------------------------------------------------- | -------------------------------------------------------------- |
| Typ                   | Jagdbomber                             | Jagdbomber/Aufklärer                                       | Übungskampfflugzeug                                            |
| Besatzung             | 1                                      | 1                                                          | 2                                                              |
| Länge                 | 18,75 m                                | 18,75 m, mit Staurohr 19,03 m                              | 18,75 m, mit Staurohr 19,03 m                                  |
| Spannweite            | 14 m                                   | 13,68 m bei 30° Pfeilung der Schwenkflügel 10,03 m bei 63° | 13,68 m bei 30° Pfeilung der Schwenkflügel 10,03 m bei 63°     |
| Höhe                  | 4,75 m                                 | 5,13 m                                                     | 5,13 m                                                         |
| Flügelfläche          |                                        | 34,45 m²–38,49 m²                                          | 34,45 m²–38,49 m²                                              |
| Leermasse             | 10.000 kg                              | 10.667 kg                                                  | 10.800 kg                                                      |
| Startmasse            | 14.000 kg                              | normal 15.230 kg maximal 19.430 kg                         | normal 15.000 kg maximal 18.900 kg                             |
| Höchstgeschwindigkeit | 2.305 km/h                             | 1.850 km/h                                                 | 1.900 km/h                                                     |
| Marschgeschwindigkeit |                                        | 1.200 km/h                                                 | 1.200 km/h                                                     |
| Steiggeschwindigkeit  | 230 m/s                                |                                                            |                                                                |
| Dienstgipfelhöhe      | 18.000 m                               | 12.000 m                                                   | 15.500 m                                                       |
| Reichweite            | 630 km                                 | 2.500 km                                                   | 400 km (Überführung 200 km)                                    |
| Triebwerk             | ein Ljulka AL-21F-3-Turbojet-Triebwerk | ein Ljulka AL-21F-3-Turbojet-Triebwerk                     | ein Ljulka AL-21F-3-Turbojet-Triebwerk ein Tumanski R-29BS-300 |
| Schub                 | 11.340 kg mit Nachbrenner              | 11.340 kg mit Nachbrenner                                  | 76,5 kN (110,0 kN mit Nachbrenner)                             |

## Bewaffnung
Festinstallierte Bewaffnung in den Flügelwurzeln
- 2 × 30-mm-Maschinenkanone Nudelman-Richter NR-30 mit 80 Schuss Munition (bei den Trainerversionen nur eine Kanone auf der rechten Seite)

Waffenzuladung von 4.000 kg an 8 bis 10 Waffenpylonen
Luft-Luft-Lenkflugkörper
- 2 × APU-60-1-Startschiene für je 1 × Wympel R-60M (K-60 bzw. AA-8 „Aphid“) – infrarotgesteuert, selbstsuchend für Kurzstrecken
- 2 × BD-60-21U-Startschienen für je 1 × Wympel R-3S (K-3S bzw. AA-2 „Atoll“) – infrarotgesteuert, selbstsuchend für Kurzstrecken

Luft-Boden-Lenkflugkörper
- bis zu 4 × APU-68UM-Startschiene für je 1 × Swesda Ch-23 (AS-7 „Kerry“) – Funkkommandolenkung
- bis zu 4 × APU-68UM3-Startschiene für je 1 × Swesda Ch-25ML/MR (AS-10 „Karen“) – laser- bzw. funkkommandogelenkt
- bis zu 4 × APU-68UM3-Startschiene für je 1 × Swesda Ch-25MP (AS-12 „Kegler“) – Antiradarrakete mit passiver Lenkung
- 2 × AKU-58M-Startschiene für je 1 × Wympel Ch-29L/T (AS-14 „Kedge“) – laser- bzw. TV-gesteuert
- 2 × AKU-58-Startschiene für je 1 × Raduga Ch-58E/U (AS-11 „Kilter“) – Antiradarrakete mit passiver Lenkung

Ungelenkte Luft-Boden-Raketen
- bis zu 6 × UB-32-A73-Raketen-Rohrstartbehälter für je 32 × ungelenkte S-5-Luft-Boden-Raketen; Kaliber 57 mm
- bis zu 6 × B-8M1-Raketen-Rohrstartbehälter für je 20 × ungelenkte S-8-Luft-Boden-Raketen; Kaliber 80 mm
- bis zu 6 × B-13L-Raketen-Rohrstartbehälter für je 5 × ungelenkte S-13-Luft-Boden-Raketen; Kaliber 122 mm
- bis zu 6 × RM-122(Grad-L)-Raketen-Startbehälter mit je 4 ungelenkten Luft-Boden-Raketen LR-122 (JROF-122-L); Kaliber 122 mm
- bis zu 6 × APU-68UM3-Raketen-Startschiene für je eine ungelenkte S-24B-Luft-Boden-Rakete; Kaliber 240 mm
- bis zu 6 × PU-O-25-Raketen-Startbehälter für eine ungelenkte S-25/S-25OF/S-25OFM-Luft-Boden-Rakete; Kaliber 340–370 mm

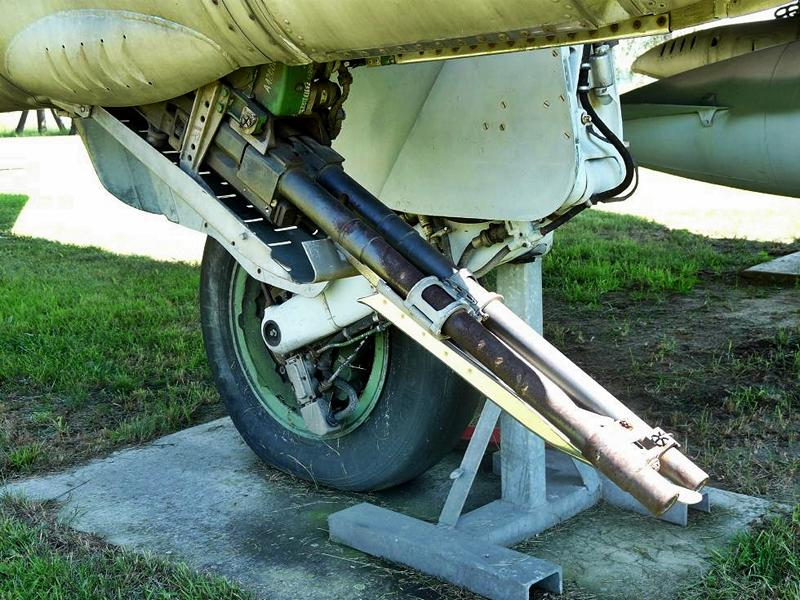
Kanonenbehälter SPPU-22-01 mit maximal abgesenkter GSch-23

Ungelenkte Freifallbomben
- bis zu 8 × 500 kg Bomben der verschiedensten Ausführungen FAB (Sprengbombe), OFAB (Splitter-Sprengbombe), ZAB (Brandbombe), AGITAB (Bombe mit Agitationsmaterial) u. a.
- bis zu 8 × RBK-500 (500-kg-Streubombe)
- bis zu 4 × Mehrfachbombenträger MBD-U6-68-I mit je 6 × FAB-100 (100-kg-Freifallbombe) oder je 2 FAB-250 (250-kg-Freifallbombe)
- bis zu 8 × Basalt FAB-250 (250-kg-Freifallbombe)
- bis zu 8 × RBK-250-275 (275-kg-Streubombe)

Zusatzbehälter
- bis zu 6 × Basalt KMGU-2 (270-kg-Submunitionsbehälter für Kleinbomben und Minen)
- bis zu 4 × abwerfbarer Zusatztank PTB-800 für 800 Liter Kerosin
- 2 × abwerfbarer Zusatztank PTB-1150 für 1.150 Liter Kerosin
- bis zu 4 × Kanonenbehälter SPPU-22 mit einer um 30° vertikal schwenkbaren Zwillingskanone GSch-23L (Kampfsatz: 260 Schuss Munition)
- Aufklärungscontainer ARK unter dem Rumpf verschraubt, zur optischen und Funkmessaufklärung
- Lusch-Rechnercontainer, am hinteren Ende unter dem Rumpf verschraubt, zur Berechnung der Ziellösung passiver Antiradarraketen Ch-25 MP und Ch-58

## Selbstverteidigungssysteme
Aktive Maßnahmen
- 1 × KDS-23-Täuschkörperwerfer mit zwölf Patronen
- bis zu 4 × Täuschkörperwerfer Artem ASO-2W mit je 32 × 26-mm-Täuschkörpern
- 1 × SPS-141/142/143-Störsender

Passive Maßnahmen
- 4 × Radarwarnempfänger SPO-15 „Berjosa“-L

## Galerie

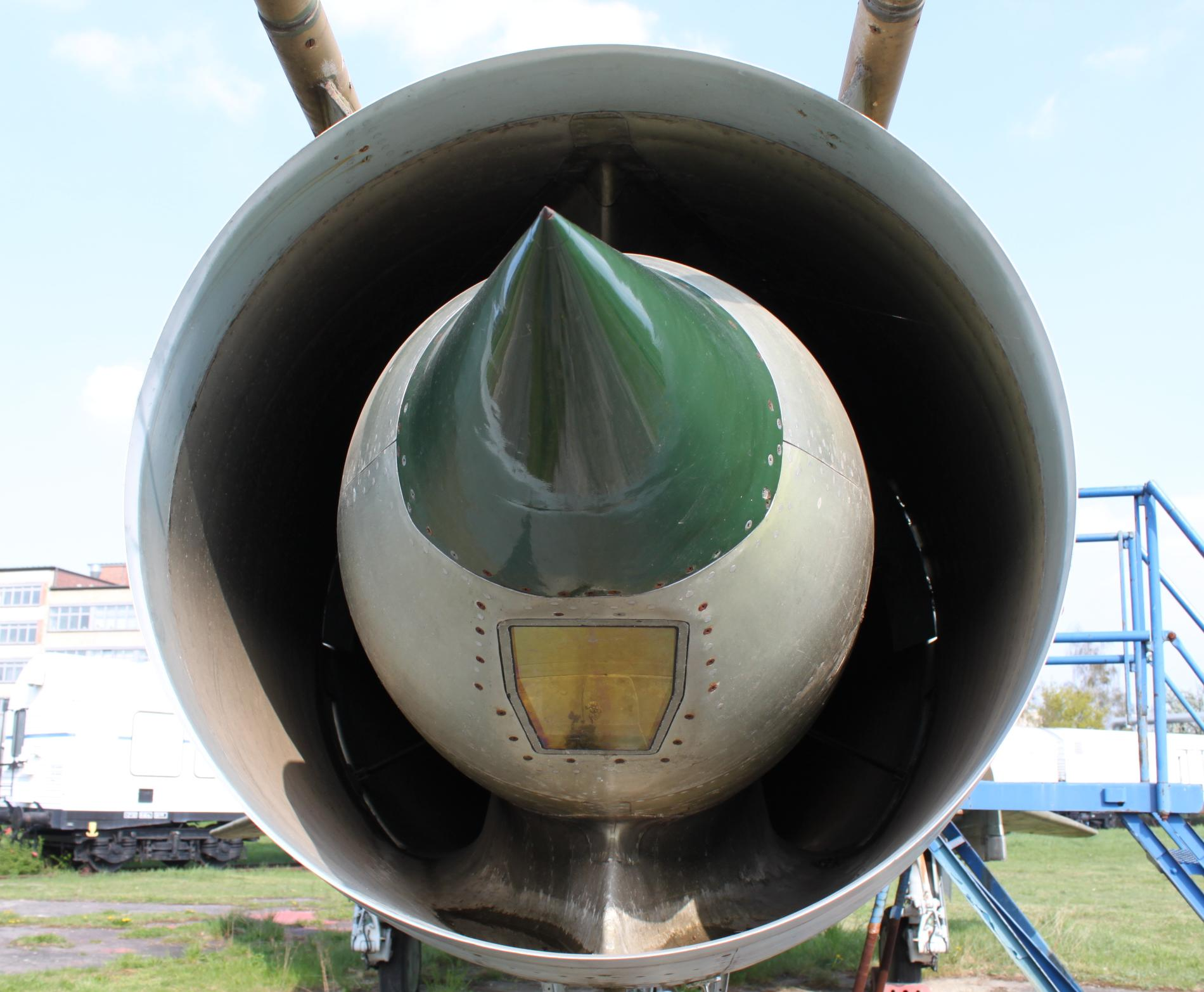
Lufteinlasskonus mit Fenster des Laserentfernungsmessers
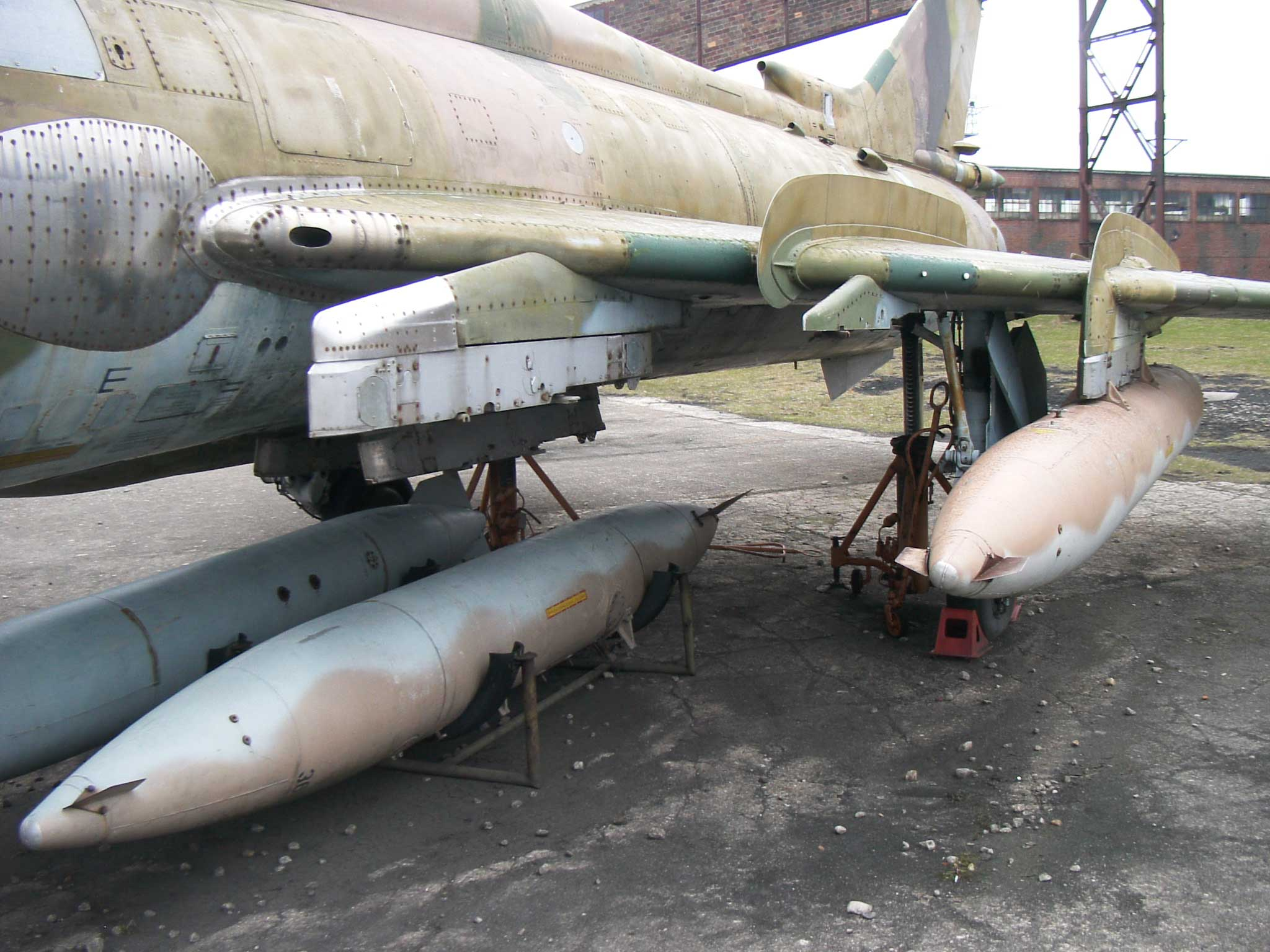
Zusatztank
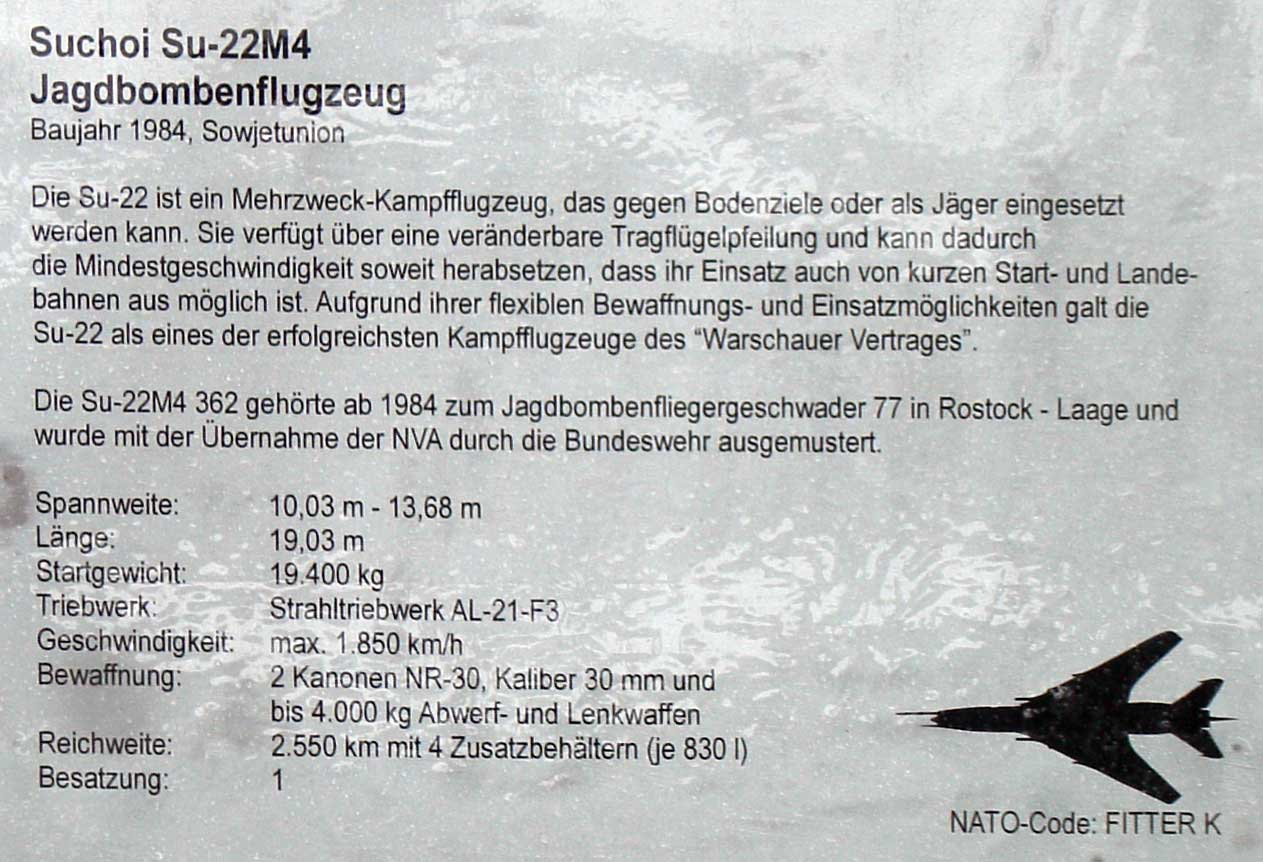
Beschreibung
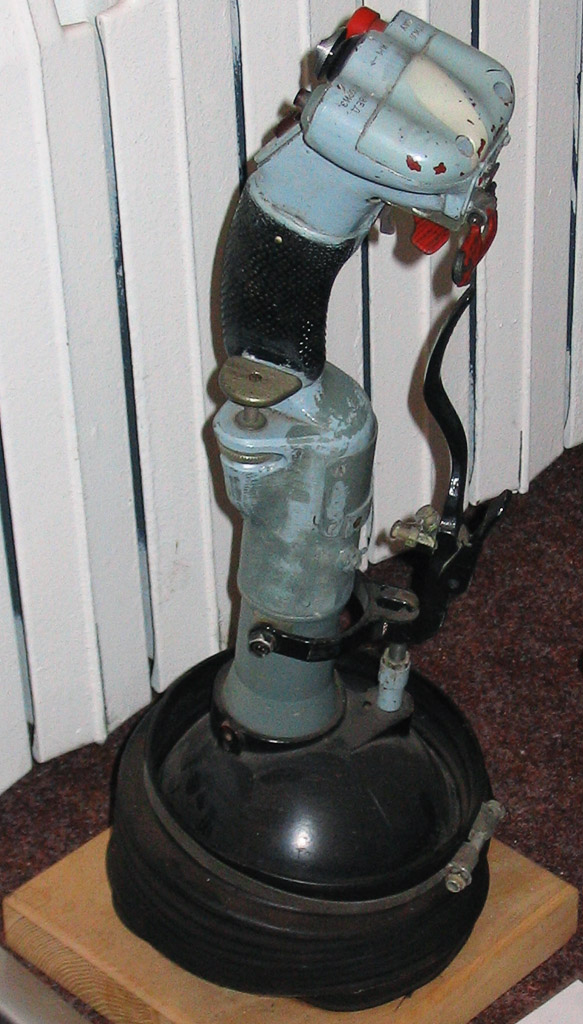
Steuerknüppel einer Su-22
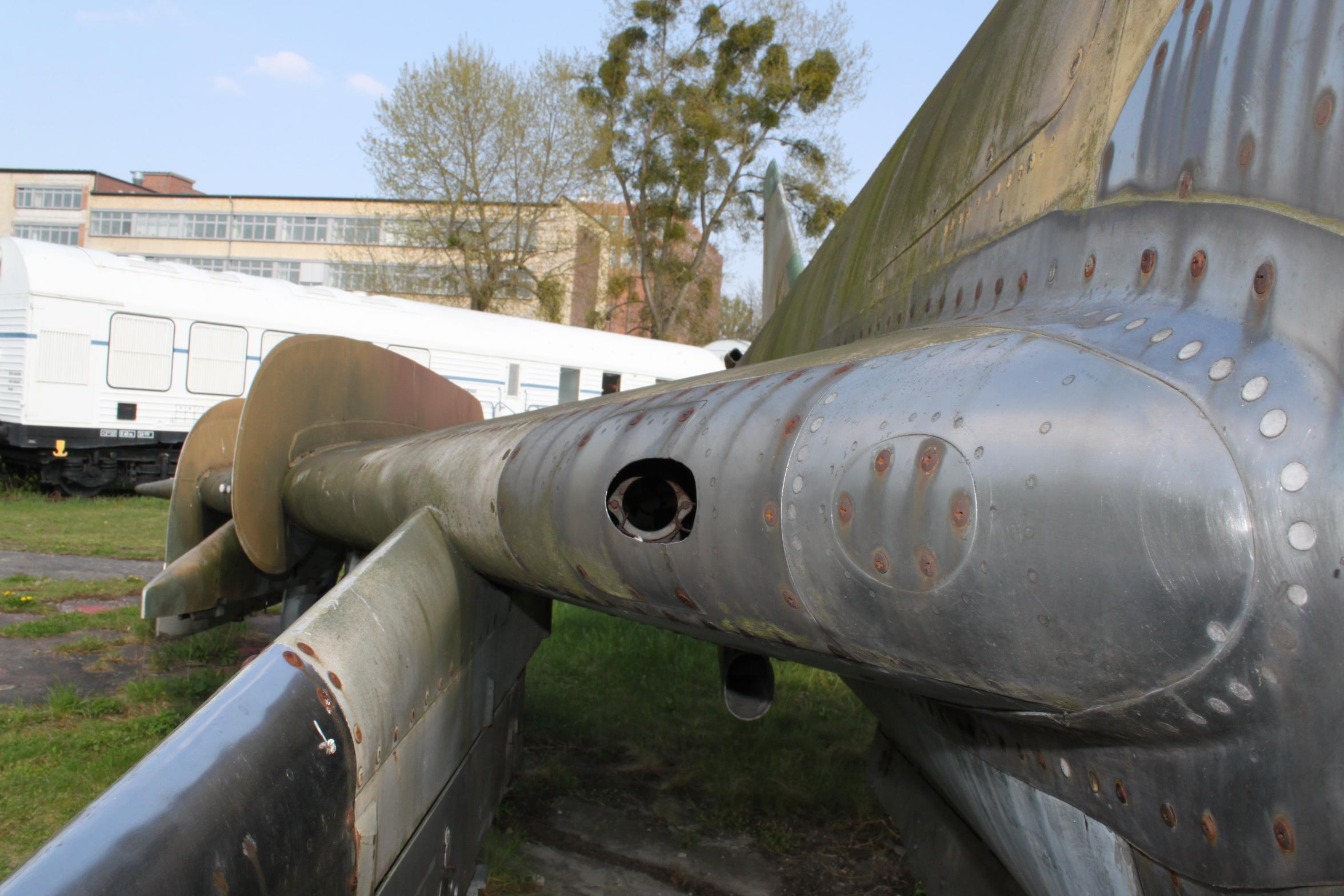
Titan-Edelstahlbeplankung in Mündungsnähe der NR-30
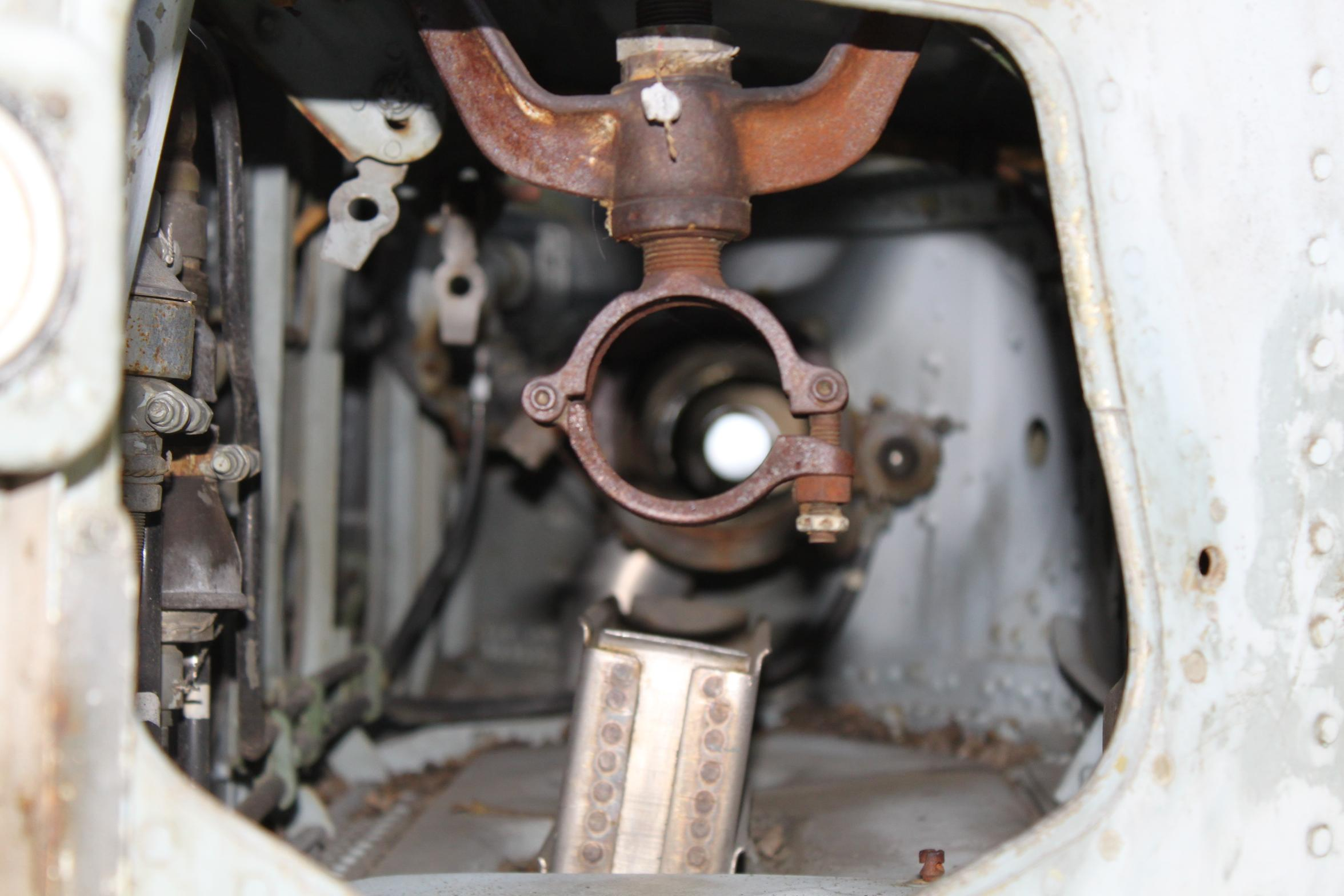
Hintere Aufhängung der NR-30 in einer Su-22
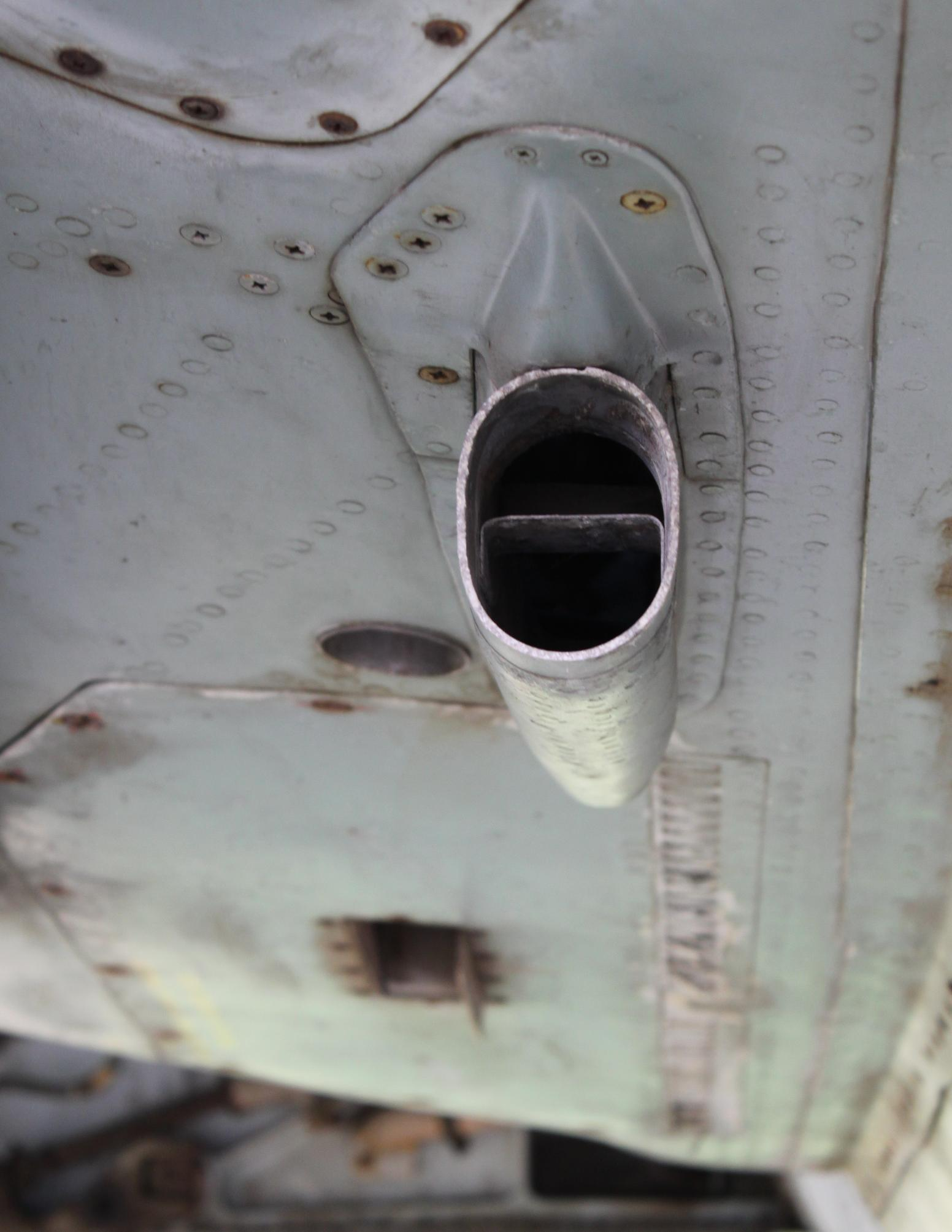
Kühllufteinlass und Hülsenauswurf der NR-30